# Gian-Battista Pinin Farina
Pour les articles homonymes, voir Farina.
Giovanni-Battista Farina, également appelé Gian-Battista, puis Pinin Farina, né à Turin le 2 novembre 1893 et mort le 3 avril 1966 à Lausanne, est un entrepreneur et pilote automobile italien. Il est le fondateur en 1930 de la société italienne de carrosserie et de design Pininfarina, laquelle tire donc son nom du surnom de son fondateur.

## Biographie
Il était l'avant-dernier d'une fratrie de onze enfants, dont le père, un cultivateur piémontais s'était installé dans la capitale du Piémont pour y trouver du travail. Son nom de famille originel était Farina, « Pinin » est le diminutif de Joseph (Giuseppe) en piémontais voir Pinin Pacòt, qu'il garda comme appellation commerciale. Son père trouva du travail en 1899, dans une nouvelle entreprise : la Fabbrica Italiana Automobili Torino (la FIAT) fondée par un certain Giovanni Agnelli. Autodidacte, le jeune Battista se forma en tant qu'apprenti dans le garage de son frère Giovanni Farina (dont le fils Giuseppe deviendra le premier champion du monde de F1) fréquenté par des personnages comme Vincenzo Lancia ou Giovanni Agnelli.
En 1912, alors que Gian-Battista a 19 ans, Agnelli est séduit par ses connaissances, et l'industriel le fait venir à Turin afin de créer la carrosserie de la Fiat Torpedo qui sera sa première vraie création. En 1918, il part aux États-Unis afin de mieux comprendre les progrès techniques réalisés de l’autre côté de l’océan, et passe un mois et demi à la découverte des usines Ford de Détroit, capitale américaine de l’automobile. Henry Ford, intéressé par les importantes connaissances de Battista, lui proposera de l'embaucher.
En 1922, en tant que pilote, il remporte la course Aoste - San Bernardino au volant d'une Itala, mais il travaille jusqu'en 1930 pour Fiat.
En 1930, il crée sa propre entreprise la Carrozeria Pinin Farina au 107 Corso Trapani à Turin, et dès la première année d'activité il produit 42 carrosseries avec 90 personnes. Il investit rapidement dans une soufflerie et un centre de recherche. Grâce à ses nombreux contacts qu’il entretient depuis son enfance, il se lance dans le design automobile et va créer de nombreux modèles jusqu’à la seconde guerre mondiale. En 1936, il présente la nouvelle Lancia Aprilia, coupé très aérodynamique destiné à la course et qui aura un très grand succès. En 1939, juste avant la guerre, sa société était déjà bien développée et produit avec 500 ouvriers une voiture par jour. Pendant le conflit, la société travaille pour l'industrie civile mais est obligée de travailler aussi pour l'armée italienne, réquisitionnée pour construire des charrettes, des traîneaux et des barques en bois.
En 1947, après le succès de la Cisitalia 202 réalisée sur la base de la Fiat 1100, il va collaborer avec des sociétés américaines, telles que Nash, Dodge et General Motors.
Son fils Sergio Pininfarina a pris sa succession.